# Wincenty Pelufo Corts
Vicente Pelufo Corts (ur. 26 lutego 1868; zm. 11 września 1936) – hiszpański błogosławiony Kościoła katolickiego. 
Studiował w seminarium w Orihuela, a w 1894 roku został wyświęcony na kapłana. Był proboszczem parafii św. Wincentego Raspeig. W 1904 roku przeniósł się do rodzinnego miasta. Został zabity w czasie wojny domowej w Hiszpanii.
Został beatyfikowany w grupie Józef Aparicio Sanz i 232 towarzyszy przez Jana Pawła II w dniu 11 marca 2001 roku.